# Championnat d'Irlande de football 2018
Navigation
Édition précédente Édition suivante
La saison 2018 du Championnat d'Irlande de football est la 98e saison du championnat national. Ce championnat se compose de deux divisions, la Premier Division, le plus haut niveau et la First Division, l’équivalent d’une deuxième division. Le Cork City Football Club est le tenant du titre après sa victoire de 2017. Cette saison marque une évolution importante par rapport à la précédente puisque la fédération irlandaise a réorganisé les deux divisions en deux poules de 10 équipes chacune.
Dundalk Football Club remporte le championnat pour la quatrième fois en cinq saisons. Il devance de 9 points Cork City FC. Les Shamrock Rovers complètent le podium.
Bray Wanderers, dernier du championnat descend en First Division. Il est accompagné par Limerick FC qui est battu en barrage par les Finn Harps. Ces deux clubs seront remplacés pour 2019 par UCD, vainqueur surprise de la First Division et Finn Harps vainqueur des barrages.
Patrick Hoban, joueur de Dundalk, est le meilleur buteur de la compétition. Il marque 29 buts en 36 matchs.

## Les changements depuis la saison précédente

### Promotions et relégations
La refonte du championnat influe énormément sur les promotions et relégations. Au terme de la saison 2017, trois équipes sont reléguées en First Division, Drogheda United, Finn Harps et Galway United. A l'opposé une seule équipe est promue dans l'élite, le Waterford FC.

### Organisation
Le championnat s'organise sur deux divisions avec un système de promotion et relégation entre les deux niveaux. Mais c'est en même temps un championnat fermé puisque sauf grande difficulté économique les équipes participantes sont assurées de se maintenir au sein de ces deux divisions professionnelles. L'accession au championnat d'Irlande se fait sur décision de la fédération irlandaise et acceptation de la totalité des équipes déjà membres. Le plus haut niveau, rassemblant les dix meilleures équipes, est la Premier Division. Le deuxième niveau, composé elle aussi de dix équipes, se nomme First Division.

#### Premier division
La Premier Division se dispute selon le système d'une poule où toutes les équipes rencontrent quatre fois leurs adversaires. Chaque équipe dispute donc 36 matchs de championnat dans la saison. Le dernier de la division est automatiquement relégué en First Division. L'équipe classée à la neuvième place joue un match aller-retour de barrages contre le vainqueur du barrage d'accession de First Division. Le vainqueur de cette double confrontation se qualifiera pour la saison suivante de la Premier Division.

#### First Division
La First Division se dispute selon le système d'une poule où toutes les équipes rencontrent trois fois leurs adversaires. Lors de la première partie de la saison, les équipes disputent deux rencontres une fois à domicile, une fois à l'extérieur. La troisième rencontre est tirée au sort et se jouera donc aléatoirement soit à domicile, soit à l'extérieur. Chaque équipe dispute donc 27 matchs de championnat dans la saison.
La première équipe au classement au terme de la saison accède directement à la Premier Division. Les équipes classées à la deuxième, troisième et quatrième place participent aux barrages de promotion. Les troisièmes et quatrièmes se rencontrent tout d'abord. Le vainqueur joue ensuite contre l'équipe classée deuxième. Le vainqueur de ce dernier barrage dispute un match aller-retour contre l'équipe classée neuvième de Premier Division, le vainqueur disputant la première division irlandaise pour la saison suivante.

## Les 20 clubs participants
| \| Dublin: · Premier Div.: · Bohemian · Shamrock Rov. · St Pat's · First Div.: · Shelbourne FC · UCD · Cabinteely FC Dublin Dundalk FC Sligo Rovers Bray Wanderers Derry City FC Cork City FC Limerick FC Waterford FC Galway FC Finn Harps Drogheda United Athlone Town Cobh Ramblers FC Longford Town Wexford FC \| Localisation des clubs engagés dans le championnat. |
| Dublin: · Premier Div.: · Bohemian · Shamrock Rov. · St Pat's · First Div.: · Shelbourne FC · UCD · Cabinteely FC Dublin Dundalk FC Sligo Rovers Bray Wanderers Derry City FC Cork City FC Limerick FC Waterford FC Galway FC Finn Harps Drogheda United Athlone Town Cobh Ramblers FC Longford Town Wexford FC                                                           |

| \| Bohemian Shamrock Rovers St. Patrick's Shelbourne UCD Cabinteely \| Clubs dublinois. |
| Bohemian Shamrock Rovers St. Patrick's Shelbourne UCD Cabinteely                        |

Premier Division
| Équipe                                   | Ville     | Manager         | Stade              | Capacité | Fondation |
| ---------------------------------------- | --------- | --------------- | ------------------ | -------- | --------- |
| Bohemian Football Club                   | Dublin    | Keith Long      | Dalymount Park     | 7 955    | 1890      |
| Bray Wanderers Association Football Club | Bray      | Dave Mackey     | Carlisle Grounds   | 3 250    | 1942      |
| Cork City Football Club                  | Cork      | John Caulfield  | Turners Cross      | 7 485    | 1984      |
| Derry City Football Club                 | Derry     | Kenny Shiels    | Brandywell Stadium | 8 200    | 1928      |
| Dundalk Football Club                    | Dundalk   | Stephen Kenny   | Oriel Park         | 6 000    | 1903      |
| Limerick Football Club                   | Limerick  | Tommy Barrett   | Markets Field      | 3 000    | 2007      |
| Shamrock Rovers Football Club            | Dublin    | Stephen Bradley | Tallaght Stadium   | 5 700    | 1901      |
| Sligo Rovers Football Club               | Sligo     | Gerard Lyttle   | The Showgrounds    | 5 500    | 1928      |
| St. Patrick's Athletic Football Club     | Dublin    | Liam Buckley    | Richmond Park      | 5 340    | 1929      |
| Waterford Football Club                  | Waterford | Pat Fenlon      | RSC                | 3 100    | 1930      |

First Division
| Équipe                                              | Ville      | Manager                      | Stade               | Capacité | Fondation |
| --------------------------------------------------- | ---------- | ---------------------------- | ------------------- | -------- | --------- |
| Athlone Town Football Club                          | Athlone    | Aaron Callaghan Terry Butler | Lissywoolen Stadium | 5 000    | 1887      |
| Cabinteely Football Club                            | Dublin     | Pat Devlin                   | Stradbrook          | 1 000    | 1967      |
| Cobh Ramblers Football Club                         | Cobh       | Stephen Henderson            | St. Colman's Park   | 5 000    | 1922      |
| Drogheda United Football Club                       | Drogheda   | Tim Clancy                   | United Park         | 2 000    | 1975      |
| Finn Harps Football Club                            | Ballybofey | Ollie Horgan                 | Finn Park           | 6 000    | 1954      |
| Galway Football Club                                | Galway     | Shane Keegan                 | Eamonn Deacy Park   | 5 000    | 2013      |
| Longford Town Football Club                         | Longford   | Neale Fenn                   | Flancare Park       | 6 850    | 1924      |
| Shelbourne Football Club                            | Dublin     | Owen Heary                   | Tolka Park          | 9 680    | 1895      |
| University College Dublin Association Football Club | Dublin     | Collie O'Neill               | UCD Bowl            | 3 000    | 1895      |
| Wexford Football Club                               | Crossabeg  | Damian Locke                 | Ferrycarrig Park    | 2 500    | 2007      |

## Premier Division

### La pré-saison
L'intersaison hivernale permet aux clubs de modifier leurs effectifs. Comme il en est l'usage, nombre de joueurs parmi les plus importants migrent vers les clubs anglais ou écossais qui leur offrent un vrai statut professionnel et les salaires qui vont avec. L'exemple le plus frappant est Sean Maguire, meilleur buteur du championnat 2017 en ayant joué à peine un peu plus de la moitié de celui-ci avant son transfert vers Preston North End. Mais il y a aussi les joueurs cadres du Dundalk FC David McMillan parti vers St Johnstone FC, Patrick McEleney vers Oldham Athletic.
À l'opposé, les clubs irlandais cherchent à faire revenir au pays des jeunes joueurs partis se former dans les clubs professionnels anglais et qui peinent à percer au plus haut niveau. Les trois clubs les plus riches du moment, Cork, Dundalk grâce aux dotations de l'UEFA pour son parcours 2016 en ligue Europa et les Shamrock recrutent dans les équipes réserves anglaises. Daniel Cleary un ancien de Liverpool et Birmingham signe à Dundalk. Il y est rejoint par Sam Byrne, prêté pour six mois par Everton FC. A Cork ce sont Graham Cummins de St Johnstone et Danny Kane d'Huddersfield Town qui arrivent. Les Shamrock Rovers, eux, attirent Ally Gilchrist de St. Johnstone, Joel Coustrain passé par les Raith Rovers et Joey O'Brien de West Ham United et Daniel Carr de Huddersfield.
Une autre tendance est un recrutement en provenance des pays de l'est. Dundalk tente Karolis Chvedukas des lituaniens du FK Suduva et Krisztián Adorján un hongrois passé par Liverpool en prêt depuis le club italien de Novara.

### Les moments forts de la saison
Au terme des neuf premiers matchs de la saison, une seule équipe reste invaincue, Dundalk. Le vice-champion 2017 s'empare alors de la tête du championnat devant le promu Waterford qui confirme son très bon début de saison. Cork complète le trio qui domine la saison. Au bas de tableau, Bray est déjà en très grande difficulté sans avoir remporté la moindre rencontre. Son entraîneur est d'ailleurs le premier à quitter son poste le 9 avril 2018 après avoir perdu huit matchs consécutivement. C'était la première fois que Mackey entrainait en première division
Après 18 matchs, c'est-à-dire à mi-championnat, deux équipes se partagent successivement la tête du classement et se positionnent en grand favoris de la compétition : Cork et Dundalk. A l'opposé, il devient manifeste que la lutte contre la relégation occupera quatre équipes les Bohs, Sligo, Limerick et Bray déjà bien décroché en bas de tableau.
La fin du mois de mai marque la fin des championnats européens et le commencement de la saison des transferts estivaux. Le premier transfert important est celui du derryman Ronan Curtis, international moins de 21 ans irlandais, recruté par le club anglais de Portsmouth FC qui évolue en League One.
Le 28 mai 2018, à l'occasion du match amical entre l'équipe de France et l'équipe de république d'Irlande de football, Graham Burke, buteur des Shamrock Rovers, est le premier joueur d'un club irlandais à disputer un match international depuis 2007 et Joe Gamble.
Le 31 mai 2018, le Waterford FC annonce la signature de l'international irlandais Noel Hunt qui rentre au pays pour tenir le rôle d'entraîneur assistant-joueur
Une interruption de mi-saison se déroule dans le courant du mois de juin. Celle-ci permet aux clubs d'ajuster leurs effectifs lors de la période estivale des transferts déterminée par l'UEFA.
Cette période est aussi animée par les déboires de deux clubs en grande difficulté financière : Bray Wanderers en premier lieu, Limerick FC dans une moindre mesure. Les Wanderers en mal de trésorerie ne paient plus leurs joueurs depuis début mai. Après avoir annoncé sur les réseaux sociaux qu'ils accepteraient de négocier avec les autres clubs pour tous ses joueurs sous contrat, le club fait face à une annonce de grève de la part des joueurs. Le 20 juillet le club annonce le versement des salaires du mois en cours mais pas les arriérés dus depuis mai. Ce versement intervient trois jours après que la FAI aie sanctionnée le club d'une interdiction totale de recruter jusqu'à la fin de la saison et d'un retrait du club de la Scottish Challenge Cup qui invite depuis la saison 2017-2018 des clubs irlandais et nord-irlandais. Les joueurs maintiennent donc leur mouvement de grève prévu pour le match contre Cork. Deux jours auparavant, 18 juillet, Martin Russell démissionne de son poste de manager du club. Les joueurs, eux, refusent de s'entrainer dans les locaux du club. Ils organisent, entre eux, un entrainement léger sur le terrain d'un club voisin, le Bluebell United.
La trentième journée du championnat est un tournant dans la compétition. La victoire de Dundalk à Limerick conjuguée à la défaite à domicile de Cork contre Sligo donne six points d'avance à Dundalk en tête du championnat. Les Shamrock Rovers grâce à leur victoire à Bray montent pour la toute première fois sur le podium du championnat reléguant Waterford à la quatrième place. En bas du classement Bray, avec neuf points de retard est quasiment relégué en First Division.
Le 5 octobre, soit trois journées avant la fin de la compétition, Dundalk valide par un match nul contre St. Pat's son quatrième titre de champion d'Irlande en cinq saisons. Il ne peut plus être rejoint par son dauphin, le champion en titre Cork City. Lors de la même journée, à la suite d'une défaite sur le terrain de Sligo, les Bray Wanderers sont officiellement relégués en First Division. Limerick FC est lui certain de terminer à la neuvième place et donc de jouer les barrages contre l'équipe issue de la deuxième division.

### Classement
| Rang | Équipe                    | Pts | J  | G  | N | P  | Bp | Bc | Diff |
| ---- | ------------------------- | --- | -- | -- | - | -- | -- | -- | ---- |
| 1    | Dundalk FC C              | 87  | 36 | 27 | 6 | 3  | 85 | 20 | +65  |
| 2    | Cork City FC T            | 78  | 36 | 26 | 4 | 7  | 73 | 26 | +47  |
| 3    | Shamrock Rovers           | 62  | 36 | 18 | 8 | 10 | 57 | 27 | +30  |
| 4    | Waterford FC P            | 59  | 36 | 18 | 5 | 13 | 41 | 44 | -3   |
| 5    | St. Patrick's Athletic FC | 50  | 36 | 15 | 5 | 16 | 52 | 47 | +5   |
| 6    | Bohemian FC               | 47  | 36 | 13 | 9 | 14 | 52 | 45 | +7   |
| 7    | Sligo Rovers              | 42  | 36 | 12 | 6 | 17 | 38 | 50 | -12  |
| 8    | Derry City FC CL          | 42  | 36 | 13 | 3 | 20 | 47 | 70 | -23  |
| 9    | Limerick FC               | 27  | 36 | 7  | 5 | 24 | 25 | 76 | -51  |
| 10   | Bray Wanderers            | 18  | 36 | 5  | 3 | 28 | 22 | 96 | -74  |

| Légende : Qualifications et relégations | Légende : Qualifications et relégations                                                                            |
| --------------------------------------- | --- |
|                                         | Champion d'Irlande et Ligue des champions 2019-2020, premier tour de qualification                                 |
|                                         | Ligue Europa 2019-2020, premier tour de qualification,                                                             |
|                                         | Barrage de relégation en deuxième division                                                                         |
|                                         | relégation en deuxième division                                                                                    |
|                                         | T : Tenant du titre P : Promu C : Vainqueur de la Coupe d'Irlande 2018 CL : Vainqueur de la Coupe de la Ligue 2018 |

### Résultats
| Résultats (▼dom., ►ext.)                                   | BOH | BRA | COR | DER | DUN | LMK | SHA | SLI | PAT | WAT |
| Bohemian FC                                                |     | 2-1 | 0-2 | 0-1 | 0-2 | 0-0 | 3-1 | 2-2 | 0-1 | 0-1 |
| Bray Wanderers                                             | 1-3 |     | 0-4 | 2-1 | 0-2 | 0-1 | 1-0 | 1-2 | 1-2 | 2-2 |
| Cork City FC                                               | 3-0 | 4-0 |     | 4-2 | 1-0 | 2-1 | 1-0 | 1-0 | 1-0 | 2-0 |
| Derry City FC                                              | 3-1 | 5-1 | 0-0 |     | 1-4 | 5-0 | 0-0 | 0-2 | 2-1 | 1-0 |
| Dundalk FC                                                 | 3-0 | 0-0 | 1-0 | 2-2 |     | 8-0 | 2-1 | 2-1 | 5-0 | 1-0 |
| Limerick FC                                                | 1-1 | 1-0 | 1-1 | 0-3 | 0-3 |     | 0-1 | 1-2 | 0-1 | 0-2 |
| Shamrock Rovers                                            | 1-2 | 6-0 | 3-0 | 6-1 | 0-0 | 1-1 |     | 1-0 | 1-0 | 1-1 |
| Sligo Rovers                                               | 0-2 | 2-1 | 1-4 | 2-1 | 0-2 | 0-1 | 0-0 |     | 0-0 | 1-2 |
| St. Patrick's Athletic FC                                  | 2-2 | 5-0 | 2-3 | 5-2 | 0-0 | 1-0 | 2-0 | 2-0 |     | 1-0 |
| Waterford FC                                               | 1-0 | 3-0 | 2-1 | 2-1 | 2-1 | 3-6 | 2-1 | 1-1 | 2-0 |     |
| - Victoire à domicile - Match nul - Victoire à l'extérieur |     |     |     |     |     |     |     |     |     |     |

| Résultats (▼dom., ►ext.)                                   | BOH | BRA | COR | DER | DUN | LMK | SHA | SLI | PAT | WAT |
| Bohemian FC                                                |     | 6-0 | 4-2 | 1-2 | 1-1 | 5-0 | 1-1 | 0-3 | 1-0 | 1-3 |
| Bray Wanderers                                             | 0-5 |     | 1-3 | 2-1 | 1-3 | 0-2 | 0-3 | 2-1 | 3-1 | 0-0 |
| Cork City FC                                               | 1-0 | 5-1 |     | 5-0 | 0-1 | 3-0 | 0-0 | 1-2 | 1-1 | 3-0 |
| Derry City FC                                              | 0-2 | 2-0 | 0-3 |     | 0-4 | 2-1 | 0-1 | 1-2 | 2-1 | 1-2 |
| Dundalk FC                                                 | 2-0 | 5-0 | 2-1 | 3-2 |     | 4-0 | 1-2 | 5-0 | 1-1 | 2-0 |
| Limerick FC                                                | 1-1 | 2-1 | 0-2 | 0-1 | 0-1 |     | 0-2 | 1-3 | 0-4 | 2-1 |
| Shamrock Rovers                                            | 0-1 | 5-0 | 0-0 | 2-0 | 2-5 | 5-0 |     | 2-0 | 3-0 | 3-1 |
| Sligo Rovers                                               | 1-1 | 2-1 | 0-2 | 0-2 | 0-2 | 0-0 | 2-0 |     | 1-2 | 2-3 |
| St. Patrick's Athletic FC                                  | 1-3 | 3-0 | 1-3 | 5-0 | 1-3 | 2-1 | 0-1 | 0-3 |     | 3-0 |
| Waterford FC                                               | 1-1 | 2-0 | 1-2 | 4-0 | 1-2 | 4-1 | 0-1 | 1-0 | 2-0 |     |
| - Victoire à domicile - Match nul - Victoire à l'extérieur |     |     |     |     |     |     |     |     |     |     |

### Statistiques

#### Évolution du classement
| Club                      | 1  | 2  | 3  | 4  | 5  | 6  | 7  | 8  | 9  | 10 | 11 | 12 | 13 | 14 | 15 | 16 | 17 | 18 | 19 | 20 | 21 | 22 | 23 | 24 | 25 | 26 | 27 | 28 | 29 | 30 | 31 | 32 | 33 | 34 | 35 | 36 |
| ------------------------- | -- | -- | -- | -- | -- | -- | -- | -- | -- | -- | -- | -- | -- | -- | -- | -- | -- | -- | -- | -- | -- | -- | -- | -- | -- | -- | -- | -- | -- | -- | -- | -- | -- | -- | -- | -- |
| Cork City FC              | 2  | 1  | 1  | 1  | 1  | 1  | 1  | 1  | 3  | 2  | 2  | 2  | 1  | 2  | 1  | 1  | 2  | 2  | 2  | 2  | 1  | 1  | 1  | 2  | 2  | 2  | 2  | 2  | 2  | 2  | 2  | 2  | 2  | 2  | 2  | 2  |
| Dundalk FC                | 5  | 7  | 3  | 3  | 3  | 2  | 2  | 2  | 1  | 1  | 1  | 1  | 2  | 1  | 2  | 2  | 1  | 1  | 1  | 1  | 2  | 2  | 2  | 1  | 1  | 1  | 1  | 1  | 1  | 1  | 1  | 1  | 1  | 1  | 1  | 1  |
| Shamrock Rovers           | 10 | 9  | 4  | 4  | 4  | 4  | 4  | 4  | 4  | 5  | 5  | 5  | 5  | 5  | 5  | 6  | 6  | 6  | 6  | 6  | 6  | 5  | 4  | 4  | 4  | 4  | 4  | 4  | 4  | 3  | 3  | 3  | 3  | 3  | 3  | 3  |
| Derry City FC             | 8  | 10 | 7  | 9  | 7  | 5  | 6  | 5  | 5  | 4  | 3  | 4  | 4  | 4  | 4  | 4  | 4  | 4  | 4  | 4  | 4  | 4  | 5  | 5  | 5  | 5  | 5  | 5  | 5  | 6  | 7  | 7  | 7  | 7  | 7  | 8  |
| Bray Wanderers            | 5  | 8  | 10 | 10 | 10 | 10 | 10 | 10 | 10 | 10 | 10 | 10 | 10 | 10 | 10 | 10 | 10 | 10 | 10 | 10 | 10 | 10 | 10 | 10 | 10 | 10 | 10 | 10 | 10 | 10 | 10 | 10 | 10 | 10 | 10 | 10 |
| Bohemian FC               | 1  | 2  | 5  | 7  | 9  | 9  | 8  | 7  | 7  | 7  | 7  | 7  | 7  | 8  | 7  | 7  | 7  | 7  | 7  | 7  | 7  | 7  | 8  | 7  | 8  | 7  | 7  | 7  | 7  | 7  | 6  | 6  | 6  | 6  | 6  | 6  |
| Limerick FC               | 4  | 3  | 6  | 5  | 6  | 6  | 7  | 8  | 8  | 9  | 9  | 9  | 8  | 9  | 9  | 9  | 9  | 9  | 9  | 9  | 9  | 9  | 9  | 9  | 9  | 9  | 9  | 9  | 9  | 9  | 9  | 9  | 9  | 9  | 9  | 9  |
| St. Patrick's Athletic FC | 7  | 4  | 8  | 6  | 5  | 7  | 6  | 6  | 6  | 6  | 6  | 6  | 6  | 6  | 6  | 5  | 5  | 5  | 5  | 5  | 5  | 6  | 6  | 6  | 6  | 6  | 6  | 6  | 6  | 5  | 5  | 5  | 5  | 5  | 5  | 5  |
| Sligo Rovers              | 9  | 5  | 9  | 8  | 8  | 8  | 9  | 9  | 9  | 8  | 8  | 8  | 9  | 7  | 8  | 8  | 8  | 8  | 8  | 8  | 8  | 8  | 7  | 8  | 7  | 8  | 8  | 8  | 8  | 8  | 8  | 8  | 8  | 8  | 8  | 7  |
| Waterford FC              | 3  | 6  | 2  | 2  | 2  | 3  | 3  | 3  | 2  | 3  | 4  | 3  | 3  | 3  | 3  | 3  | 3  | 3  | 3  | 3  | 3  | 3  | 3  | 3  | 3  | 3  | 3  | 3  | 3  | 4  | 4  | 4  | 4  | 4  | 4  | 4  |

## First Division
La First Division se transforme et prend de l'importance en passant de huit à dix équipes. La relégation de trois clubs au terme de la saison 2017 relance l'intérêt sportif de cette deuxième division. Ses clubs sont en même temps à l'abri d'une relégation puisque le championnat d'Irlande est un championnat fermé.
Deux clubs se placent en position de favoris pour une montée en Premier Division : Galway et Finn Harps.
Au premier tiers du championnat, soit après neuf journées disputées, la compétition laisse entrevoir deux groupes d'équipes, celles qui vont se meler à la course à la montée et les autres. UCD mène le championnat avec sept victoires en neuf matchs. Suivent les trois équipes qui viennent de descendre de Premier Division. En bas de tableau Wexford et Athlone sont déjà en très grandes difficultés.
Au deuxième tiers du championnat, UCD domine la compétition avec quatre points d'avance sur un duo composé de Drogheda et de Shelbourne. Longford occupe la quatrième place qualificative pour les play-offs de promotion.
Le 14 septembre, UCD assure sa victoire en first division et donc sa montée directe en premier division. Il ne peut plus être rejoint par son principal adversaire, Finn Harps.

### Classement
| Rang | Équipe            | Pts | J  | G  | N  | P  | Bp | Bc | Diff |
| ---- | ----------------- | --- | -- | -- | -- | -- | -- | -- | ---- |
| 1    | UCD               | 57  | 27 | 17 | 6  | 4  | 59 | 29 | +30  |
| 2    | Finn Harps R      | 54  | 27 | 16 | 6  | 5  | 46 | 22 | +24  |
| 3    | Shelbourne FC     | 50  | 27 | 13 | 11 | 3  | 52 | 21 | +31  |
| 4    | Drogheda United R | 49  | 27 | 14 | 7  | 6  | 50 | 27 | +23  |
| 5    | Longford Town     | 45  | 27 | 13 | 6  | 8  | 54 | 36 | +18  |
| 6    | Galway FC R       | 37  | 27 | 10 | 7  | 10 | 41 | 36 | +5   |
| 7    | Cabinteely FC     | 30  | 27 | 9  | 3  | 15 | 32 | 45 | -13  |
| 8    | Cobh Ramblers FC  | 29  | 27 | 8  | 5  | 14 | 25 | 41 | -16  |
| 9    | Wexford FC        | 17  | 27 | 4  | 5  | 18 | 23 | 59 | -36  |
| 10   | Athlone Town      | 7   | 27 | 1  | 4  | 22 | 16 | 81 | -65  |

| Légende : Qualifications et relégations | Légende : Qualifications et relégations        |
| --------------------------------------- | ---------------------------------------------- |
|                                         | Monte en Première Division                     |
|                                         | Barrages pour l'accession en Première Division |
|                                         | R : Reléguée de Première Division              |

### Résultats
| Résultats (▼dom., ►ext.)                                   | ATH | CAB | COB | DRO | FIN | GAL | LGF | SHE | UCD | WEX |
| Athlone Town                                               |     | 1-2 | 1-4 | 0-1 | 1-1 | 0-3 | 1-1 | 0-5 | 1-3 | 0-1 |
| Cabinteely FC                                              | 4-0 |     | 0-1 | 3-2 | 0-1 | 1-2 | 1-0 | 2-0 | 2-0 | 0-1 |
| Cobh Ramblers FC                                           | 1-0 | 1-0 |     | 1-5 | 0-2 | 0-0 | 0-1 | 0-3 | 0-2 | 2-1 |
| Drogheda United                                            | 6-0 | 2-0 | 2-1 |     | 2-1 | 2-2 | 1-1 | 1-1 | 2-0 | 2-0 |
| Finn Harps                                                 | 4-0 | 1-0 | 0-1 | 2-1 |     | 1-0 | 2-4 | 1-1 | 1-3 | 1-0 |
| Galway FC                                                  | 4-1 | 3-1 | 3-0 | 0-1 | 1-2 |     | 0-0 | 1-2 | 2-0 | 4-1 |
| Longford Town                                              | 5-1 | 3-0 | 2-2 | 1-0 | 1-2 | 3-2 |     | 1-1 | 0-2 | 3-0 |
| Shelbourne FC                                              | 7-0 | 0-0 | 1-0 | 1-1 | 0-0 | 2-0 | 3-2 |     | 1-1 | 4-1 |
| UCD                                                        | 3-0 | 3-1 | 3-1 | 2-0 | 3-2 | 1-1 | 1-5 | 2-1 |     | 3-2 |
| Wexford FC                                                 | 7-0 | 0-1 | 1-1 | 1-8 | 1-1 | 0-0 | 0-2 | 0-1 | 0-8 |     |
| - Victoire à domicile - Match nul - Victoire à l'extérieur |     |     |     |     |     |     |     |     |     |     |

| Résultats (▼dom., ►ext.)                                   | ATH | CAB | COB | DRO | GAL | FIN | LGF | SHE | UCD | WEX |
| Athlone Town                                               |     |     |     |     |     | 1-3 |     |     | 0-1 |     |
| Cabinteely FC                                              |     |     | 2-0 | 2-2 |     |     |     | 1-1 |     | 1-2 |
| Cobh Ramblers FC                                           |     |     |     | 0-2 |     | 0-1 |     |     | 2-2 |     |
| Drogheda United                                            | 2-1 |     |     |     | 2-2 | 0-1 | 2-1 |     | 0-3 |     |
| Galway FC                                                  | 4-1 | 3-2 |     |     |     |     | 1-4 |     |     | 1-1 |
| Finn Harps                                                 |     | 7-1 |     |     | 2-0 |     |     | 0-0 |     | 3-0 |
| Longford Town                                              | 3-0 | 4-1 |     |     |     |     |     |     | 2-2 | 3-0 |
| Shelbourne FC                                              | 2-2 |     | 3-1 |     | 3-0 |     | 6-1 |     |     |     |
| UCD                                                        |     | 4-1 |     |     | 2-0 | 1-1 |     | 1-1 |     |     |
| Wexford FC                                                 | 2-0 |     | 1-2 | 0-0 |     |     |     | 1-2 |     |     |
| - Victoire à domicile - Match nul - Victoire à l'extérieur |     |     |     |     |     |     |     |     |     |     |

## Matchs de barrage
Le premier tour des barrages oppose le troisième au quatrième de First Division. Le vainqueur pourra ensuite défier l'équipe ayant terminé à la 2e place pour déterminer l'équipe qui jouera le barrage de promotion/relégation contre le 9e de Premier Division.

### Premier tour
Le premier tour des barrages oppose le Shelbourne Football Club, deuxième de la saison régulière au Drogheda United Football Club troisième de la même compétition. Le match retour a lieu sur le terrain de l'équipe la mieux classée.
| Premier tour, match aller | Drogheda United | 0-1   | Shelbourne FC     | United Park |  |
| 5 octobre 2018 19:45      |                 | (0-1) | James English 25e |             |  |

| Premier tour, match retour | Shelbourne FC                              | 1-2   | Drogheda United                    | Tolka Park |  |
| 8 octobre 2018             | Adam Evans 77e                             | (0-1) | Sean Brennan 33e · Chris Lyons 62e |            |  |
| 8 octobre 2018             | Reece McEnteer 7e, 10e · James English 37e |       |                                    |            |  |
| 8 octobre 2018             | Tirs au but 2-4                            |       |                                    |            |  |

Drogheda United s'impose après avoir perdu le match aller sur son propre terrain. Lors du match retour, Drogheda s'impose aux tirs au but après avoir remporté la partie 2 buts à 1.

### Deuxième tour
Le deuxième tour oppose le Finn Harps Football Club qui a terminé la saison régulière à la deuxième place, au vainqueur du premier tour. Le vainqueur de cette double confrontation disputera le barrage de promotion/relégation contre le Limerick Football Club 9e de la Premier Division.
| Deuxième tour, match aller | Drogheda United  | 1-1   | Finn Harps       | United Park                              |                                          |
| 12 octobre 2018 19:45      | Ciaran Kelly 12e | (1-0) | Nathan Boyle 66e | Spectateurs : 650 Arbitrage : Neil Doyle | Spectateurs : 650 Arbitrage : Neil Doyle |

| Deuxième tour tour, match retour | Finn Harps                           | 2-0   | Drogheda United | Finn Park                |                          |
| 19 octobre 2018                  | John Kavanagh 18e · Nathan Boyle 67e | (1-0) |                 | Arbitrage : Derek Tomney | Arbitrage : Derek Tomney |

Finn Harps remporte la double confrontation 3 buts à 1 et se qualifie pour le barrage de promotion/relégation contre Limerick FC

### Barrage de promotion/relégation
| Barrage, match aller  | Finn Harps               | 1-0   | Limerick FC | Finn Park                                     |                                               |
| 29 octobre 2018 19:45 | Paddy McCourt 36e (pen.) | (1-0) |             | Spectateurs : 2 379 Arbitrage : Robert Harvey | Spectateurs : 2 379 Arbitrage : Robert Harvey |

| Barrage, match retour | Limerick FC | 0-2 | Finn Harps                            | Market Fields                                |                                              |
| 2 novembre 2018 19:45 |             | (-) | Mark Timlin 45'+1' · Nathan Boyle 80e | Spectateurs : 3 250 Arbitrage : Graham Kelly | Spectateurs : 3 250 Arbitrage : Graham Kelly |

Finn Harps remporte la double confrontation sur le score global de 3-0. Cette victoire permet au club d'être promu en Premier Division pour la saison 2019.

## Statistiques

### Meilleurs buteurs
Patrick Hoban, joueur de Dundalk, est le meilleur buteur de la compétition. Il marque 29 buts en 36 matchs. C'est la première fois depuis 1976 qu'un tel total est atteint, la dernière fois par Brendan Bradley qui jouait alors sous les couleurs de Finn Harps. C'est son deuxième titre de meilleur buteur après celui de 2014.
En First Division, David O'Sullivan de Shelbourne est le meilleur buteur avec 15 buts en 27 matchs disputés. Il bénéficie dans le gain de ce titre du transfert de George Kelly de UCD vers Dundalk en juillet. Celui-ci termine à la deuxième place avec 14 buts mais n'a joué que la moitié de la compétition.
| Place              | Joueur          | Club                   | Buts |
| ------------------ | --------------- | ---------------------- | ---- |
| Médaille d'or      | Patrick Hoban   | Dundalk FC             | 29   |
| Médaille d'argent  | Kieran Sadlier  | Cork City              | 15   |
| Médaille de bronze | Graham Cummins  | Cork City              | 14   |
| 4                  | Graham Burke    | Shamrock Rovers        | 13   |
| -                  | Michael Duffy   | Dundalk FC             | 13   |
| 6                  | Dinny Corcoran  | Bohemian FC            | 11   |
| 7                  | Aaron McEneff   | Derry City FC          | 10   |
| -                  | Courtney Duffus | Waterford              | 10   |
| -                  | Daniel Carr     | Shamrock Rovers        | 10   |
| 10                 | Robbie Benson   | Dundalk                | 9    |
| -                  | Garry Buckley   | Cork City              | 9    |
| -                  | Jake Keegan     | St. Patrick's Athletic | 9    |

| Place             | Joueur           | Club            | Buts |
| ----------------- | ---------------- | --------------- | ---- |
| Médaille d'or     | David O'Sullivan | Shelbourne      | 15   |
| Médaille d'argent | George Kelly     | UCD             | 14   |
| Médaille d'argent | Dylan McGlade    | Longford        | 14   |
| 4                 | Sean Brennan     | Drogheda United | 11   |
| -                 | James English    | Shelbourne      | 11   |
| 6                 | Eoin McCormack   | Galway          | 10   |
| -                 | Conor Barry      | Galway          | 10   |
| -                 | Gary O'Neill     | UCD             | 10   |
| 9                 | Sam Verdon       | Longford        | 9    |
| -                 | Mikey Place      | Finn Harps      | 9    |

## Bilan de la saison
| Championnat d'Irlande de football 2018                       |                                                                 |
| Champion                                                     | Dundalk Football Club (13e titre)                               |
| Dauphin                                                      | Cork City Football Club                                         |
| Coupes et trophées                                           |                                                                 |
| Vainqueur de la Coupe d'Irlande 2018                         | Dundalk Football Club                                           |
| Vainqueur de la Coupe de la Ligue d'Irlande de football 2018 | Derry City Football Club                                        |
| Qualifications continentales                                 |                                                                 |
| Ligue des champions de l'UEFA 2019-2020                      | Dundalk Football Club                                           |
| Ligue Europa 2019-2020                                       | Cork City Football Club                                         |
| Ligue Europa 2019-2020                                       | Shamrock Rovers Football Club                                   |
| Ligue Europa 2019-2020                                       | Waterford Football Club                                         |
| Promotions et relégations                                    |                                                                 |
| Promus en Premier Division                                   | UCD Finn Harps Football Club                                    |
| Relégués en First Division                                   | Bray Wanderers Association Football Club Limerick Football Club |